# Sadek (Rapper)

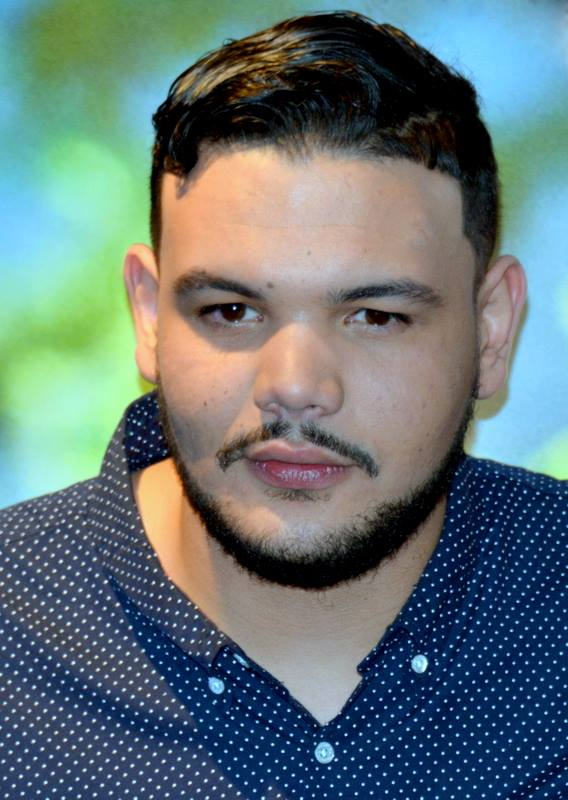
Sadek (2016)

Sadek (* 25. Mai 1991 in Neuilly-Plaisance; bürgerlich Sadek Bourguiba) ist ein französischer Rapper.

## Karriere
Mit 11 Jahren wurde er von einem Auto überfahren und brach sich beide Arme und Beine. In der Zeit seiner Rehabilitation schrieb er seine ersten Raptexte.
Mit seiner 2012 erschienenen EP La légende de Johnny Niuuum erreichte er erstmals die französischen Albumcharts auf Platz 70. Bisher schaffte er es mit vier Alben bis in die Top 10.
2016 spielte er an der Seite von Gérard Depardieu die Hauptrolle im französischen Dramafilm Tour de France.

## Diskografie

### Alben
| Jahr | Titel                         | Höchstplatzierung, Gesamtwochen, AuszeichnungChartplatzierungen (Jahr, Titel, Platzierungen, Wochen, Auszeichnungen, Anmerkungen) | Höchstplatzierung, Gesamtwochen, AuszeichnungChartplatzierungen (Jahr, Titel, Platzierungen, Wochen, Auszeichnungen, Anmerkungen) | Höchstplatzierung, Gesamtwochen, AuszeichnungChartplatzierungen (Jahr, Titel, Platzierungen, Wochen, Auszeichnungen, Anmerkungen) | Anmerkungen                              |
| Jahr | Titel                         | FR | BEW | CH | Anmerkungen                              |
| ---- | ----------------------------- | --- | --- | --- | ---------------------------------------- |
| 2012 | La légende de Johnny Niuuum   | FR70 (1 Wo.)FR | — | — | Erstveröffentlichung: 16. März 2012      |
| 2013 | Les frontières du réel        | FR29 (2 Wo.)FR | — | — | Erstveröffentlichung: 11. März 2013      |
| 2015 | Johnny Niuuum ne meurt jamais | FR18 (4 Wo.)FR | BEW35 (2 Wo.)BEW | — | Erstveröffentlichung: 13. April 2015     |
| 2016 | Nique le casino               | FR13 Platin · (48 Wo.)FR | BEW22 (9 Wo.)BEW | — | Erstveröffentlichung: 8. Juli 2016       |
| 2017 | #VVRDL                        | FR5 Platin · (56 Wo.)FR | BEW16 (25 Wo.)BEW | — | Erstveröffentlichung: 15. September 2017 |
| 2018 | Johnny de Janeiro             | FR13 (15 Wo.)FR | BEW36 (7 Wo.)BEW | — | Erstveröffentlichung: 28. September 2018 |
| 2021 | Aimons-nous vivants           | FR5 (18 Wo.)FR | BEW13 (6 Wo.)BEW | CH25 (1 Wo.)CH | Erstveröffentlichung: 9. April 2021      |
| 2023 | Changement de propriétaire    | FR8 (5 Wo.)FR | BEW49 (2 Wo.)BEW | — | Erstveröffentlichung: 27. Januar 2023    |
| 2023 | Ouvert tout l’été             | FR4 (16 Wo.)FR | BEW93 (2 Wo.)BEW | — | Erstveröffentlichung: 16. Juni 2023      |
| 2023 | Nique le casino 2             | FR28 (1 Wo.)FR | — | — | Erstveröffentlichung: 7. Dezember 2023   |

### Singles
| Jahr | Titel Album                                 | Höchstplatzierung, Gesamtwochen, AuszeichnungChartplatzierungen (Jahr, Titel, Album, Platzierungen, Wochen, Auszeichnungen, Anmerkungen) | Höchstplatzierung, Gesamtwochen, AuszeichnungChartplatzierungen (Jahr, Titel, Album, Platzierungen, Wochen, Auszeichnungen, Anmerkungen) | Höchstplatzierung, Gesamtwochen, AuszeichnungChartplatzierungen (Jahr, Titel, Album, Platzierungen, Wochen, Auszeichnungen, Anmerkungen) | Anmerkungen                                        |
| Jahr | Titel Album                                 | FR | BEW | CH | Anmerkungen                                        |
| --- | ------------------------------------------- | --- | --- | --- | -------------------------------------------------- |
| 2013 | Mektoub Les frontières du réel              | FR184 (1 Wo.)FR | — | — | Erstveröffentlichung: 22. Februar 2013             |
| 2016 | La paresse –                                | FR130 Gold · (1 Wo.)FR | — | — | Erstveröffentlichung: 20. Juni 2016 feat. Sch      |
| 2017 | Petit prince #VVRDL                         | FR114 Gold · (6 Wo.)FR | — | — | Erstveröffentlichung: 29. März 2017                |
| 2017 | Dans la lune #VVRDL                         | FR73 Gold · (26 Wo.)FR | — | — | Erstveröffentlichung: 12. Mai 2017                 |
| 2017 | En leuleu #VVRDL                            | FR49 Gold · (20 Wo.)FR | — | — | Erstveröffentlichung: 6. Juli 2017 feat. Niska     |
| 2017 | La vache #VVRDL                             | FR26 Gold · (16 Wo.)FR | — | — | Erstveröffentlichung: 18. August 2017              |
| 2018 | Bep bep Johnny de Janeiro                   | FR71 Gold · (18 Wo.)FR | — | — | Erstveröffentlichung: 29. Juni 2018                |
| 2018 | Tentacíon Johnny de Janeiro                 | FR55 (4 Wo.)FR | — | — | Erstveröffentlichung: 29. August 2018              |
| 2018 | JDJ Johnny de Janeiro                       | FR66 (3 Wo.)FR | — | — | Erstveröffentlichung: 19. September 2018           |
| 2019 | Roulette russe 6.5 –                        | FR123 (4 Wo.)FR | — | — | Erstveröffentlichung: 11. Oktober 2019             |
| 2019 | Roulette russe 7 #thanos –                  | FR144 (1 Wo.)FR | — | — | Erstveröffentlichung: 6. November 2019             |
| 2019 | Roulette russe 8 #smitters –                | FR175 (1 Wo.)FR | — | — | Erstveröffentlichung: 13. November 2019            |
| 2020 | Roulette Russe 11 #trophées –               | FR200 (1 Wo.)FR | — | — | Erstveröffentlichung: 1. Januar 2020               |
| 2021 | Labess Aimons-nous vivants                  | FR167 (1 Wo.)FR | — | — | Erstveröffentlichung: 22. Januar 2021              |
| 2021 | Aller-retour Aimons-nous vivants            | FR86 (1 Wo.)FR | — | — | Erstveröffentlichung: 12. Februar 2021             |
| 2022 | Sicilien Changement de propriétaire         | FR179 (1 Wo.)FR | — | — | Erstveröffentlichung: 16. Dezember 2022            |
| 2023 | Changer Nique le casino 2                   | FR172 (1 Wo.)FR | — | — | Erstveröffentlichung: 28. November 2023 mit Josman |
| Folgende Lieder erschienen nicht als Single, wurden aber durch das Album zum Download und Streaming bereitgestellt und konnten somit eine Platzierung erlangen: |                                             | | | |                                                    |
| |                                             | | | |                                                    |
| 2016 | Andale Nique le casino                      | FR24 Diamant · (36 Wo.)FR | — | — | feat. Gradur                                       |
| 2016 | La bise Nique le casino                     | FR107 Platin · (8 Wo.)FR | — | — | feat. Brulux                                       |
| 2017 | Madre mia #VVRDL                            | FR7 Diamant · (40 Wo.)FR | — | — | feat. Ninho                                        |
| 2017 | Napoli #VVRDL                               | FR76 (3 Wo.)FR | — | — |                                                    |
| 2017 | Bender #VVRDL                               | FR86 (2 Wo.)FR | — | — |                                                    |
| 2017 | Les gants #VVRDL                            | FR87 (2 Wo.)FR | — | — |                                                    |
| 2017 | La rue c’est paro #VVRDL                    | FR99 (1 Wo.)FR | — | — |                                                    |
| 2017 | Cartier panthère #VVRDL                     | FR112 (1 Wo.)FR | — | — |                                                    |
| 2017 | Maladie #VVRDL                              | FR113 (4 Wo.)FR | — | — |                                                    |
| 2017 | Sanz #VVRDL                                 | FR126 (1 Wo.)FR | — | — |                                                    |
| 2017 | La tour #VVRDL                              | FR137 (1 Wo.)FR | — | — | feat. Jok’air                                      |
| 2017 | Imma #VVRDL                                 | FR142 (1 Wo.)FR | — | — |                                                    |
| 2017 | Zahouania #VVRDL                            | FR144 (1 Wo.)FR | — | — |                                                    |
| 2017 | Ça va aller #VVRDL                          | FR164 (1 Wo.)FR | — | — |                                                    |
| 2018 | 9 milli Taxi 5 BO                           | FR151 (1 Wo.)FR | — | — | feat. Kofs                                         |
| 2018 | Encore Johnny de Janeiro                    | FR110 (1 Wo.)FR | — | — | feat. Sofiane                                      |
| 2018 | Kameha Johnny de Janeiro                    | FR123 (1 Wo.)FR | — | — |                                                    |
| 2018 | Ariva Johnny de Janeiro                     | FR163 (1 Wo.)FR | — | — | feat. MHD                                          |
| 2018 | Somnambule Johnny de Janeiro                | FR185 (1 Wo.)FR | — | — |                                                    |
| 2018 | Maman veut pas 93 Empire                    | FR52 (3 Wo.)FR | — | — | mit Q.E Favelas & GLK                              |
| 2018 | Drive By 93 Empire                          | FR103 (2 Wo.)FR | — | — | mit Dinos & Ixzo                                   |
| 2021 | Kimono Aimons-nous vivants                  | FR8 Gold · (11 Wo.)FR | — | — | feat. Sch & Ninho                                  |
| 2021 | Alliance Aimons-nous vivants                | FR53 (2 Wo.)FR | — | — | feat. Vald                                         |
| 2023 | Sport de riche Changement de propriétaire   | FR113 (1 Wo.)FR | — | — |                                                    |
| 2023 | À contre courant Changement de propriétaire | FR163 (1 Wo.)FR | — | — |                                                    |
| 2023 | L’affreux jojo Changement de propriétaire   | FR199 (1 Wo.)FR | — | — |                                                    |
| 2023 | TP Ouvert tout l’été                        | FR6 Gold · (17 Wo.)FR | — | — | mit Ninho                                          |
| 2023 | Boulot Ouvert tout l’été                    | FR146 (1 Wo.)FR | — | — |                                                    |

### Gastbeiträge
| Jahr | Titel Album                 | Höchstplatzierung, Gesamtwochen, AuszeichnungChartplatzierungen (Jahr, Titel, Album, Platzierungen, Wochen, Auszeichnungen, Anmerkungen) | Höchstplatzierung, Gesamtwochen, AuszeichnungChartplatzierungen (Jahr, Titel, Album, Platzierungen, Wochen, Auszeichnungen, Anmerkungen) | Höchstplatzierung, Gesamtwochen, AuszeichnungChartplatzierungen (Jahr, Titel, Album, Platzierungen, Wochen, Auszeichnungen, Anmerkungen) | Anmerkungen |
| Jahr | Titel Album                 | FR | BEW | CH | Anmerkungen |
| --- | --------------------------- | --- | --- | --- | --- |
| 2016 | Plein les poches Demoniak   | FR184 (1 Wo.)FR | — | — | Erstveröffentlichung: 15. April 2016 PSO Thug feat. Sadek                                                            |
| 2018 | Tout est neuf –             | FR36 (9 Wo.)FR | — | — | Erstveröffentlichung: 12. Januar 2018 Dosseh feat. Sadek                                                             |
| 2018 | Woah 93 Empire              | FR7 Platin · (19 Wo.)FR | — | — | Erstveröffentlichung: 26. Juli 2018 Sofiane feat. Vald, Mac Tyer, Soolking, Kalash Criminel, Sadek & Heuss l’Enfoiré |
| 2020 | Ça recommence La sans pitax | FR149 (2 Wo.)FR | — | — | Erstveröffentlichung: 28. August 2020 Brulux feat. Sadek                                                             |
| 2021 | La vie du binks 20/21       | FR5 Platin · (21 Wo.)FR | — | — | Erstveröffentlichung: 1. Januar 2021 Da Uzi, Ninho & Sch feat. Hornet La Frappe, Leto, Sadek & Soprano               |
| 2021 | Gambas En Passant Pécho BO  | FR180 (1 Wo.)FR | — | — | Erstveröffentlichung: 5. März 2021 Kofs feat. Sadek                                                                  |
| Folgende Lieder erschienen nicht als Single, wurden aber durch das Album zum Download und Streaming bereitgestellt und konnten somit eine Platzierung erlangen: |                             | | | | |
| |                             | | | | |
| 2015 | 6.35 R.I.P.R.O Volume 1     | FR134 (1 Wo.)FR | — | — | Lacrim feat. Sch & Sadek                                                                                             |
| 2015 | Pas de manières A7          | FR119 (2 Wo.)FR | — | — | Sch feat. Sadek & Lapso                                                                                              |
| 2016 | Mon frelo Packman           | FR75 (3 Wo.)FR | — | — | Lapso Laps feat. Kore, Lacrim, Sadek & Sch                                                                           |
| 2019 | La loi du talion Mexico     | FR154 (1 Wo.)FR | — | — | Da Uzi feat. Sadek                                                                                                   |